# Рекоба, Эмилио
Эми́лио Реко́ба (исп. Emilio Recoba; 3 ноября 1904, Палермо — 12 сентября 1992) — уругвайский футболист, центральный защитник, победитель первого чемпионата мира по футболу 1930 года. Наиболее известен по выступлениям за клуб «Насьональ» из Монтевидео.

## Биография
Эмилио начал свою карьеру в столичном клубе «Чарли», воспитавшем немало игроков, которые впоследствии выступали за сборную Уругвая и за два гранда уругвайского футбола — «Пеньяроль» и «Насьональ». В 1925 году Рекоба перешёл как раз в стан «Насьоналя». К сожалению, в годы выступлений Эмилио за «трёхцветных» «Насьоналю» не довелось выиграть чемпионский титул — трижды первенствовал «Пеньяроль», по одному разу — «Рампла Хуниорс» и «Монтевидео Уондерерс», а в 1925 и 1930 годах первенство вовсе не проводилось.
В 1925 году Рекоба в составе «Насьоналя» принял участие в легендарном турне по Европе, в рамках которого действующие чемпионы страны, выигравшей Олимпийские игры Парижа в 38 играх одержали 26 побед, 7 раз сыграли вничью и потерпели лишь 5 поражений.
В 1926 году Рекоба стал чемпионом Южной Америки в составе сборной Уругвая. Он был игроком основы и по существовавшей тогда тактической схеме был одним из двух защитников сборной наряду с великим капитаном команды Хосе Насасси, проведя все 4 матча первенства в Сантьяго. Были выиграны все 4 матча с разницей мячей 17:2. Принял участие Эмилио Рекоба и в чемпионате Южной Америки 1929 года. Последний матч за «Селесте» Рекоба провёл 16 июня 1929 года.
В 1930 году Рекоба был в заявке сборной Уругвая на победном чемпионате мира, но на поле не выходил. Тем не менее, он был награждён золотой медалью. На турнире он был дублёром Насасси.
Эмилио Рекоба умер 12 ноября 1992 года, он был последним оставшимся в живых чемпионом мира 1930 года. До трагического события он был также старейшим участником первого чемпионата мира (88 лет). В 1996 году его превзошёл француз Селестен Дельмер, достигший 89-летнего рубежа. В 2005 году француз Люсьен Лоран скончался в возрасте 97 лет, а в 2006 году — перуанский вратарь Хуан Вальдивьесо. Последним живым из всех участников ЧМ-1930 был аргентинец Франсиско Варальо, умерший 30 августа 2010 года в возрасте 100 лет.

## Достижения
- Чемпион мира: 1930
- Чемпион Южной Америки: 1926
- Вице-чемпион Уругвая (2): 1929, 1931